# Makaki
Makaki (lat. Macaca) rod su majmuna Starog svijeta. Oni čine rod Macaca društvenih majmuna Starog svijeta iz potporodice Cercopithecinae. Dvadeset i tri vrste makakija nastanjuju područja diljem Azije, Sjeverne Afrike i (u jednom slučaju) Gibraltar. Makakiji su uglavnom frugivori (preferiraju voće), iako njihova prehrana uključuje i: sjemenke, lišće, cvijeće i koru drveća. Neke vrste, poput javanskoga makakija, hrane se beskralježnjacima i povremeno malim kralješnjacima. U prosjeku, južni svinjorepi makaki u Maleziji svake godine pojedu oko 70 velikih štakora. Sve društvene skupine makakija su matrijarhalne, organizirane oko dominantnih ženki.

## Rasprostranjenost
Sve osim jedne vrste žive u Aziji. Rasprostranjenost berberskoga makakija je u sjeverozapadnoj Africi (planine Atlas) i Gibraltaru u Europi. Azijske vrste pretežno nastanjuju jug i jugoistok kontinenta. Najsjeverniji je japanski makaki. Velik broj vrsta živi samo na otoku Sulawesiju u Indoneziji.
Ekološki i geografski rasponi makakija najširi su od svih neljudskih primata. Njihova staništa uključuju: tropske prašume jugoistočne Azije, Šri Lanke, Indije, suhe planine Pakistana i Afganistana i umjerene planine Japana, sjeverne Kine, Maroka i Nepala. Neke vrste također nastanjuju sela i gradove u azijskim gradovima.

## Opis
Žive u velikim skupinama. Neke vrste imaju duge repove, neke kratke, a neke uopće nemaju vidljiv rep. Većina makakija je smeđa, ali ima i crnih. Imaju ružičastu ili crvenu kožu na licu i stražnjici. Oni su veći i imaju suša lica od guenona, ali su manji i imaju kraća lica od babuna.
Makakiji su uglavnom biljojedi, iako je uočeno da se neke vrste hrane kukcima. U prirodnim staništima primijećeno je kako jedu određene dijelove preko stotinu vrsta biljaka uključujući: pupoljke, plodove, mlado lišće, koru, korijenje i cvijeće. Kada makakiji žive među ljudima, napadaju poljoprivredne usjeve kao što su: pšenica, riža ili šećerna trska; i vrtne kulture kao što su rajčice, banane, dinje, mango ili papaja. U ljudskom okruženju također se uvelike oslanjaju na izravnu ljudsku pomoć. To uključuje: kikiriki, rižu, mahunarke ili čak gotovu hranu.

## Sistematika
Pleme Papionini
- Rod Makaki, Macaca
  - Macaca sylvanus Berberski makaki
  - Macaca silenus Lavorepi makaki
  - Macaca nemestrina Južni svinjorepi makaki
  - Macaca leonina Sjeverni svinjorepi makaki
  - Macaca pagensis Pagajski makaki
  - Macaca siberu Siberut makaki
  - Macaca maura Maurski makaki
  - Macaca ochreata Čizmasti makaki
  - Macaca tonkeana Tonkeanški makaki
  - Macaca hecki Heckov makaki
  - Macaca nigriscens Gorontalo makaki
  - Macaca nigra Celebeski crni makaki
  - Macaca fascicularis Makaki rakojed
  - Macaca arctoides Medvjeđi makaki
  - Macaca mulatta Rezus makaki
  - Macaca cyclopis Formoški makaki
  - Macaca fuscata Japanski makaki
  - Macaca sinica Tokejski makaki
  - Macaca radiata Kapasti makaki
  - Macaca assamensis Assamski makaki
  - Macaca thibetana Tibetski makaki
  - Macaca munzala Munzala

## Galerija
- Japanski makakiji u toploj kupki.
- Berberski makakiji u Alžiru.
- Indijski makaki
- Lavorepi makaki